# تپه اکبرآباد (شهرستان تویسرکان)
تپه اکبرآباد یک تپه باستانی مربوط به عصر مس و متعلق به کوردهای قلخانی است و در شهرستان تویسرکان، بخش قلقل رود، روستای اکبر آباد واقع شده است. این اثر در تاریخ ۲۲ مرداد ۱۳۸۴ با شمارهٔ ثبت ۱۳۰۵۷ به‌عنوان یکی از آثار ملی ایران به ثبت رسیده است.